# آرثر إدوارد إليس
آرثر إدوارد إليس (بالإنجليزية: Arthur Edward Ellis)‏ (8 يوليو 1914 - 23 مايو 1999)، هو حكم كرة قدم دولي سابق، أدار العديد من المباريات الدولية على صعيد الأندية والمنتخبات. حكّم في بطولة كأس العالم ثلاثة مرات في 1950 و1954 و1958. كما قام بالتحكيم في بطولة دوري أبطال أوروبا مُنذ نشأتها في عام 1956.

## وصلات خارجية
- آرثر إدوارد إليس على موقع Soccerway.com (الإنجليزية)
- آرثر إدوارد إليس على موقع أوليمبيديا (الإنجليزية)